# Aechmea pineliana
Aechmea pineliana es una especie de bromélida típica de la flora de la selva Amazónica en Brasil, especialmente en los estados de: Espírito Santo, Minas Gerais, Río de Janeiro. Muy usada como planta ornamental. 
Esta especie perenne es citada en Flora Brasiliensis por Carl Friedrich Philipp von Martius.

## Taxonomía
Aechmea pineliana fue descrita por (Brongn. ex Planch.) Baker y publicado en Journal of Botany, British and Foreign 17: 232. 1879.
Etimología
Aechmea: nombre genérico que deriva del griego akme ("punta"), en alusión a los picos rígidos con los que está equipado el cáliz.
pineliana: epíteto
Variedades
- A. pineliana var. minuta M.B.Foster, 1961
- A. pineliana var. pineliana[3]

Sinonimia
- Aechmea triticina var. capensis L.B.Sm.
- Echinostachys pineliana Brongn. ex Planch.
- Echinostachys rosea Beer
- Macrochordion pinelianum (Brongn. ex Planch.) Lem.
- Pothuava pineliana (Brongn. ex Planch.) L.B.Sm. & W.J.Kress
- Pothuava triticina var. capensis (L.B.Sm.) L.B.Sm. & W.J.Kress	[4][5]